# Самылиха
Самылиха — упразднённая деревня в Харовском районе Вологодской области. Входила в состав Кубенского сельского поселения, с точки зрения административно-территориального деления — в Кубинский сельсовет.

## География
Расстояние до районного центра Харовска по автодороге — 34 км, до центра муниципального образования Сорожина по прямой — 19 км. Ближайшие населённые пункты — Ершиха, Колыбаниха, Гора, Федоровское.

## История
Упразднена в 2020 году

## Население
| 2010 |
| ---- |
| 0    |

По данным переписи в 2002 году постоянного населения не было.